# Districtul Seriana
Seriana este un district din provincia Batna, Algeria.